# Transport rowerowy w Katowicach

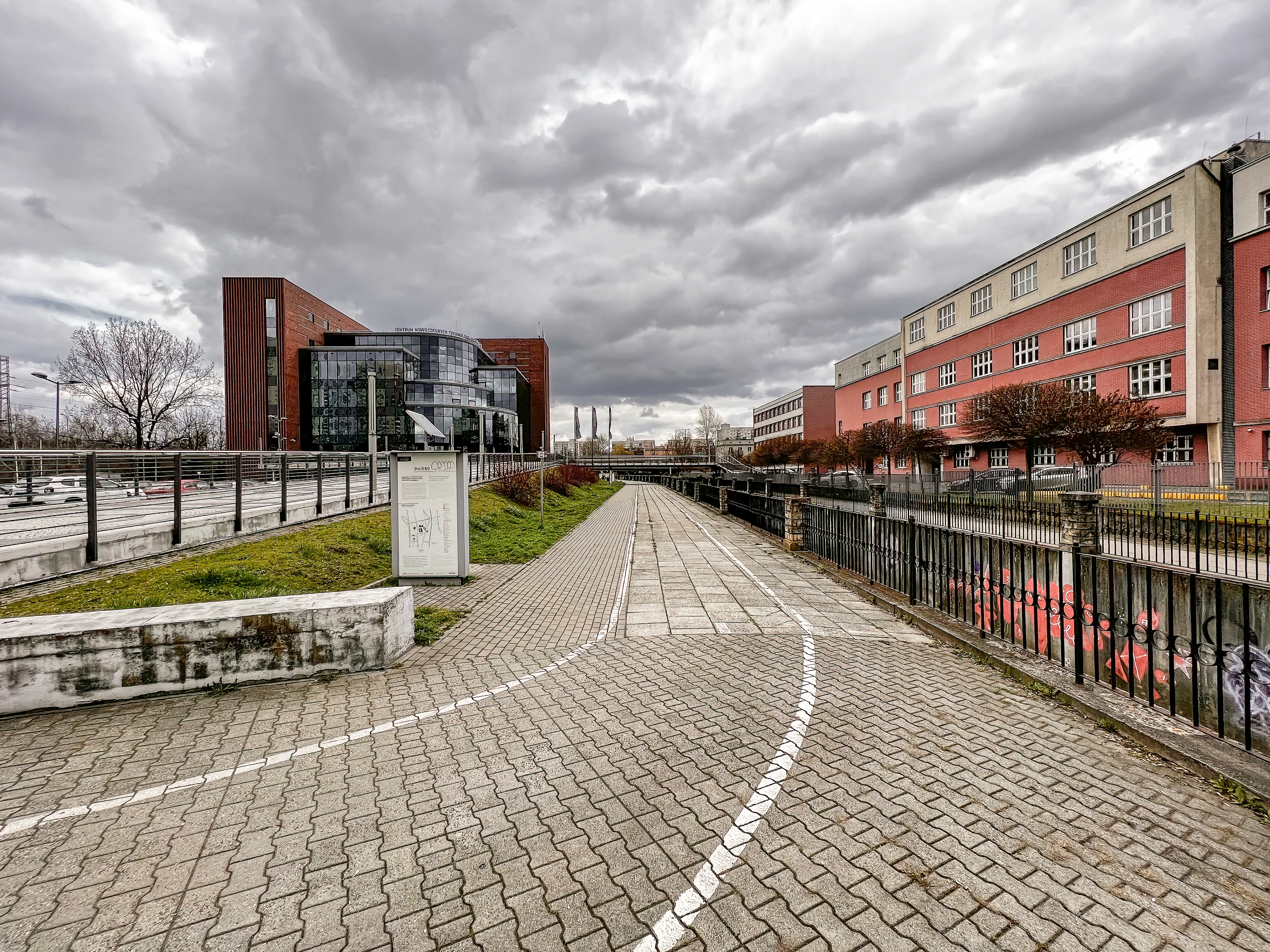
Droga rowerowa przez Bulwar Rawy w okolicy Uniwersytetu Ekonomicznego

Transport rowerowy w Katowicach – sieć dróg dla transportu rowerowego oraz elementów infrastruktury rowerowej w Katowicach. 

## Infrastruktura rowerowa

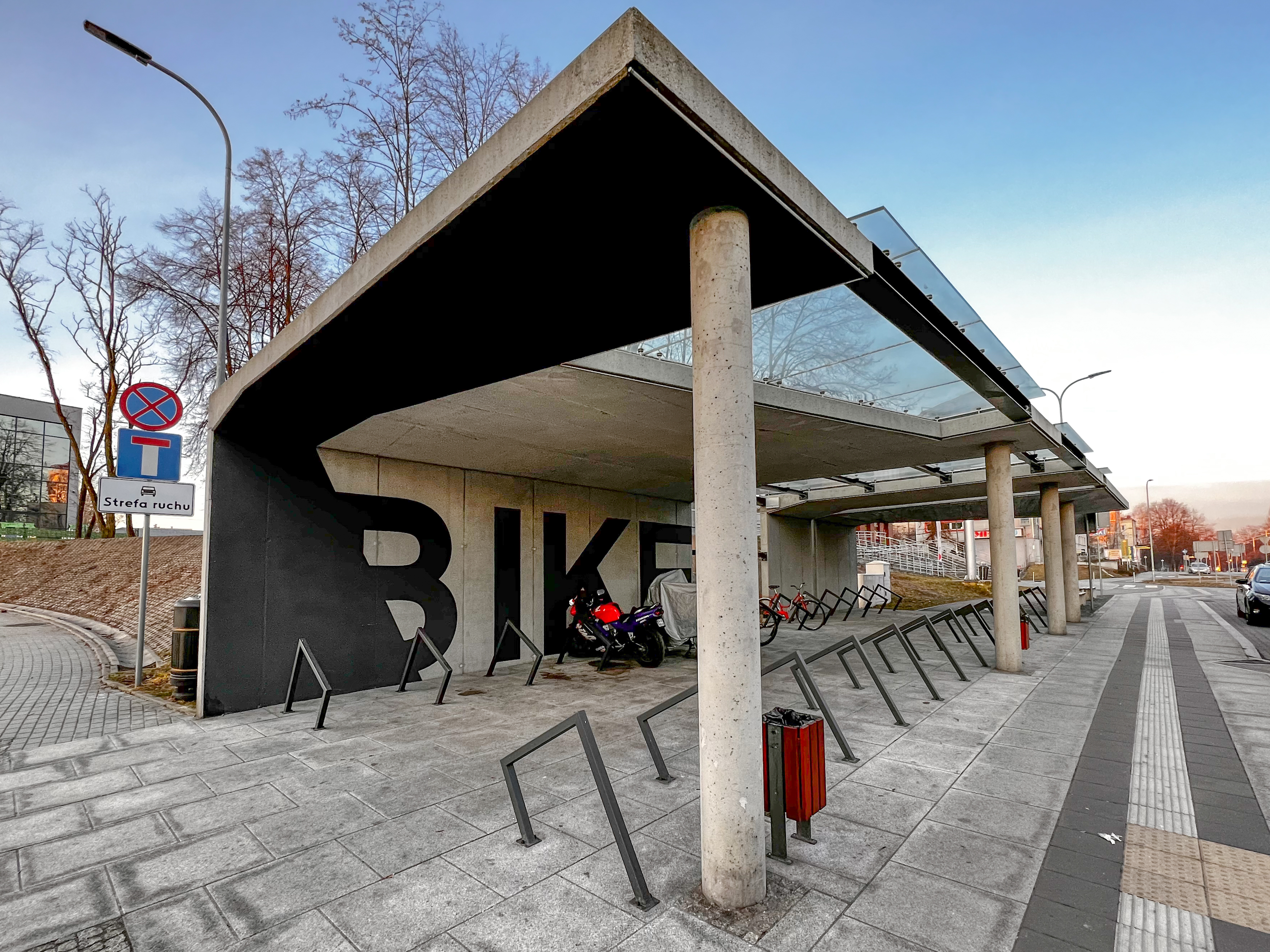
Parking rowerowy w Katowicach Ligocie obok centrum przesiadkowego i stacji kolejowej

W 2022 roku Katowice deklarowały 98 km dróg rowerowych i jak wynika z raportu Miasta dla Rowerzystów jest to wielokrotnie mniej niż Warszawa (7x), Kraków (2.6x), Wrocław (3.8x). Przy powierzchni 165,6 km² Katowice mają jedne z najniższych w Polsce zagęszczenie dróg rowerowych w dużych miastach wynoszące 0.6 km (Warszawa 1.4, Gdańsk 0.9, Białystok 1.6, Sosnowiec 0.7).  Liczba kilometrów dróg rowerowych w Katowicach jest przedmiotem kontrowersji. Jak podaje Grzegorz Ossoliński Urząd Miasta Katowice medialnie podaje nierzetelne informacje. Jak donosi w 2021 w mediach podawana była liczba 180 km, co wynika z faktu, ze Katowice wliczały do statystyki trasy rowerowe i szlaki turystyczne, a faktyczna liczba wynosiła w 2021 roku 57 km na podstawie wypowiedzi oficera rowerowego Katowic Pawła Suchety. W danych GUS za 2021 zgłoszonych przez miasto jest 183,3 dróg dla rowerów a w 2020 roku podaje 92,6 km podczas gdy raport Miasta dla Rowerzystów dla tych lat podaje odpowiednio 98 i 92,6 km. Sieć dróg rowerowych ma charakter nieciągły. Największe zagęszczenie występuje w okolicy Śródmieścia i Doliny Trzech Stawów. Najmniej jest dróg łączących dzielnice z centrum miasta. 
Katowice na inwestycje rowerowe przeznaczają budżet w wysokości 4 mln PLN, co jest więcej niż trzykrotnie mniej niż we Wrocławiu i Rzeszowie i czterokrotnie mniej niż w Gdańsku a podobnie jak w Sosnowcu. 
W 2022 w Katowicach czynnych było 12 samoobsługowych stacji naprawy rowerów. W 2022 na ulicy Korfantego ustawiony zostało liczydło rowerowe.

### Velostrady

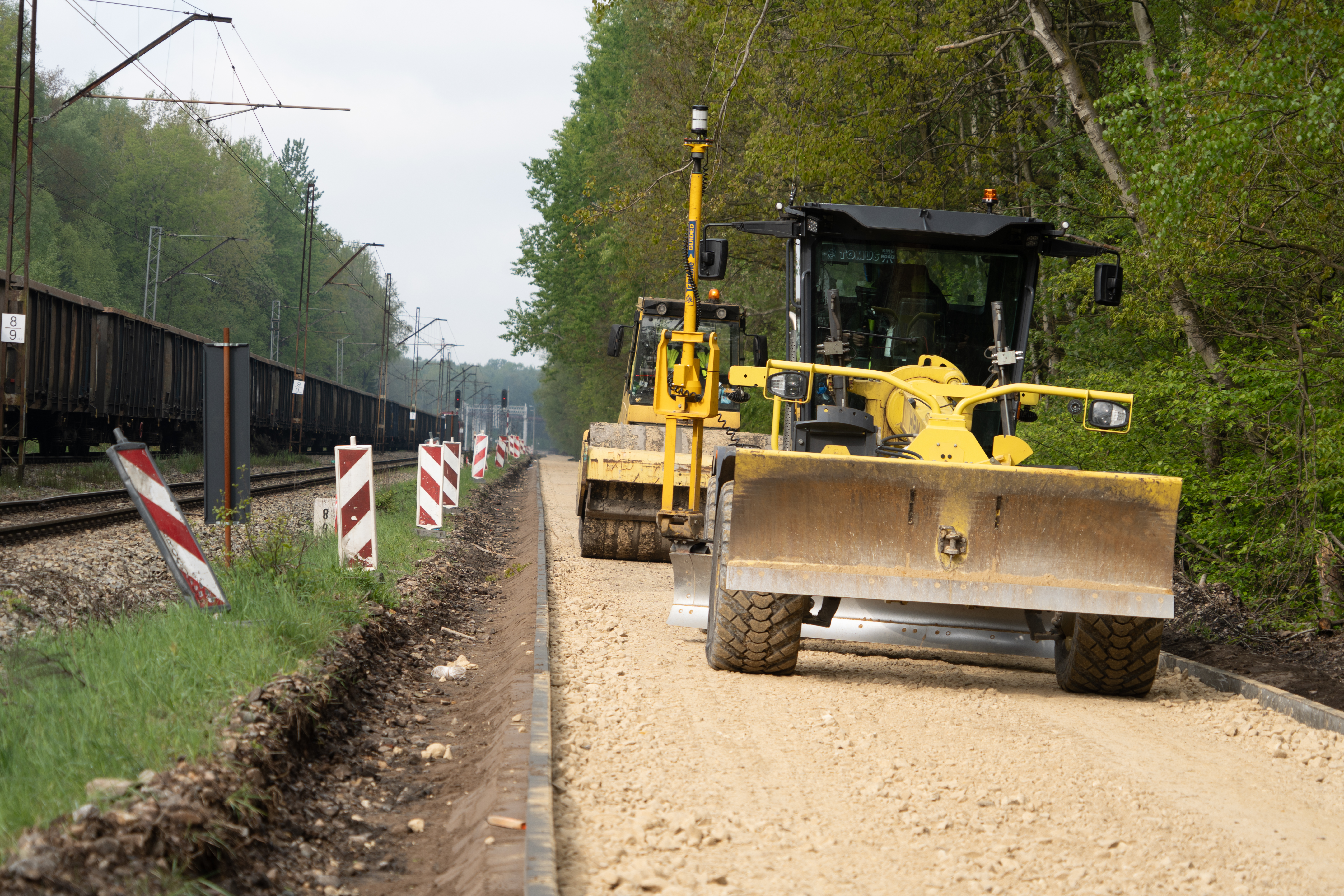
Budowa velostrady nr 6 w Katowicach na odcinku pomiędzy ulicą Francuską a Huberta
W 2016 władzom miasta został przedstawiony projekt VeloSilesia zakładający uruchomienie połączeń rowerowych między Katowicami a sąsiednimi miastami w śladach po zlikwidowanych liniach kolejowych; projekt uzyskał wstępną akceptację a jako pierwsze wymieniano połączenie do Chorzowa przez Załęże. Ze względu na brak zabezpieczenia terenów przez miasto, projekt w części przebiegów stał się niemożliwy. W 2018 analogiczny projekt połączeń rowerowymi autostradami ogłosił zarząd Metropolii GZM. 20 maja 2022 r. zostało podpisane porozumienie między Katowicami, sąsiednimi miastami a GZM, w którym strony zobowiązują się do podjęcia działań na rzecz realizacji velostrad. 4 marca 2024 ruszyła budowa pierwszej w Katowicach velostrady oznaczonej nr 6 — łączącej Centrum Przesiadkowe Katowice-Brynów z dzielnicą Giszowiec. W wyniku braku zabezpieczenia terenu pod budowę velostrady nr 1 łączącej Katowice, Sosnowiec i Zagłębie Dąbrowskie (połączenie z velostradą nr 7) przez Bulwar Rawy, Zawodzie, Burowiec i Borki pojawiają się informacje o budowie drogi rowerowej w alternatywnym przebiegu. 

## Publiczny rower miejski

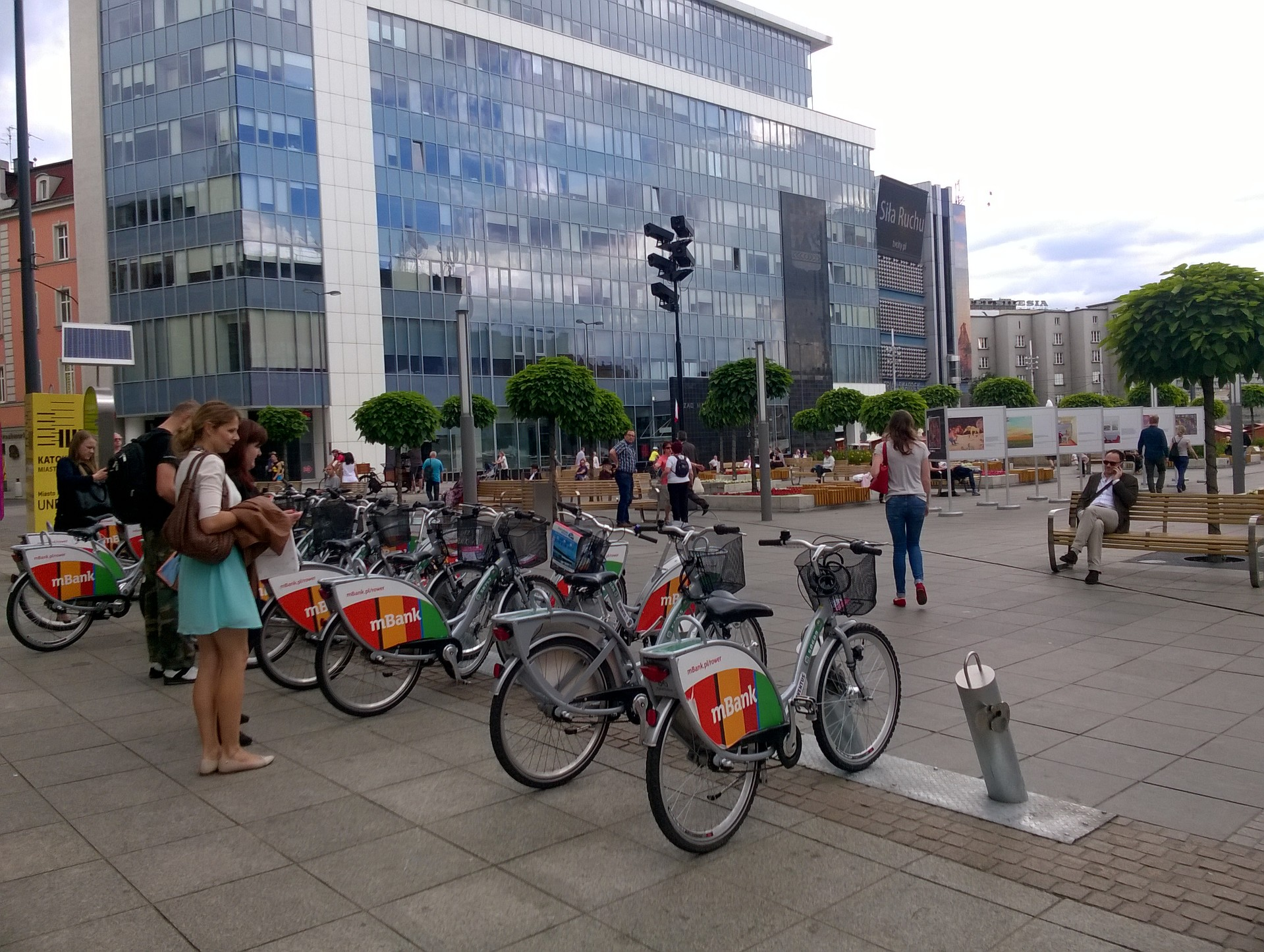
Stacja roweru miejskiego na Rynku w Katowicach

Od 2010 roku w mieście działa publiczny system wypożyczania rowerów, pierwotnie jako klasyczne wypożyczalnie, a od 2015 jako automatyczne. Na stan w 2023 roku na system składają się 124 bezobsługowe stacje i 1002 rowery. Jedna stacja przypada na 1,54 km co daje wynik identyczny jak w Warszawie i ustępuje tylko Wrocławiowi i Lublinowi. 
25 lutego 2024 obecny system miejski został zastąpiony przez system metropolitalny Metrorower, który ma objąć zasięgiem większość gmin Górnośląsko-Zagłębiowskiej Metropoli; jego operatorem jest Nextbike.

## Aktywizm rowerowy
W Katowicach działają oficjalnie zarejestrowane organizacje jak i grupy nieformalne. Najaktywniejsze to:
- Rowerowe Katowice – stowarzyszenie działające od 2015[23] zajmujące skupiające się na komunikacji rowerowej i budowie infrastruktury. Stowarzyszenie jest autorem Polityki Rowerowej Województwa Śląskiego;[24]

- Śląska Koalicja Rowerowa – stowarzyszenie działające od 2019 roku[25] skupiające się na sprawach rowerowych województwa śląskiego[26][27].
- Bez Koła Nie Jadę – nieformalna inicjatywa rowerowa organizująca i synchronizująca głównie zgłaszanie projektów rowerowych do Budżetu Obywatelskiego[28].

W Katowicach zgłaszana jest duża liczba projektów rowerowych do budżetu obywatelskiego. W 2021 wybranych do realizacji było 10 projektów dotyczących infrastruktury rowerowej co stanowiło 8% wszystkich wybranych do realizacji. Pod tym względem Katowice plasują się na podobnej pozycji jak Wrocław, Gdańsk, Poznań i Bydgoszcz ustępując miejsca Warszawie, Krakowowi i Częstochowie. 
Od 2011 do 2017 dość nieregularnie organizowana była w Katowicach Masa Krytyczna a od 2018 regularnie każdego roku organizowane jest Śląskie Święto Rowerzysty. 

## Oficer rowerowy
W czerwcu 2014 roku katowickim oficerem rowerowym został Paweł Sucheta - pracownik wydziału sportu. Nowe stanowisko to efekt uchwalenia przez radnych "Polityki rowerowej".